# 有益杂草

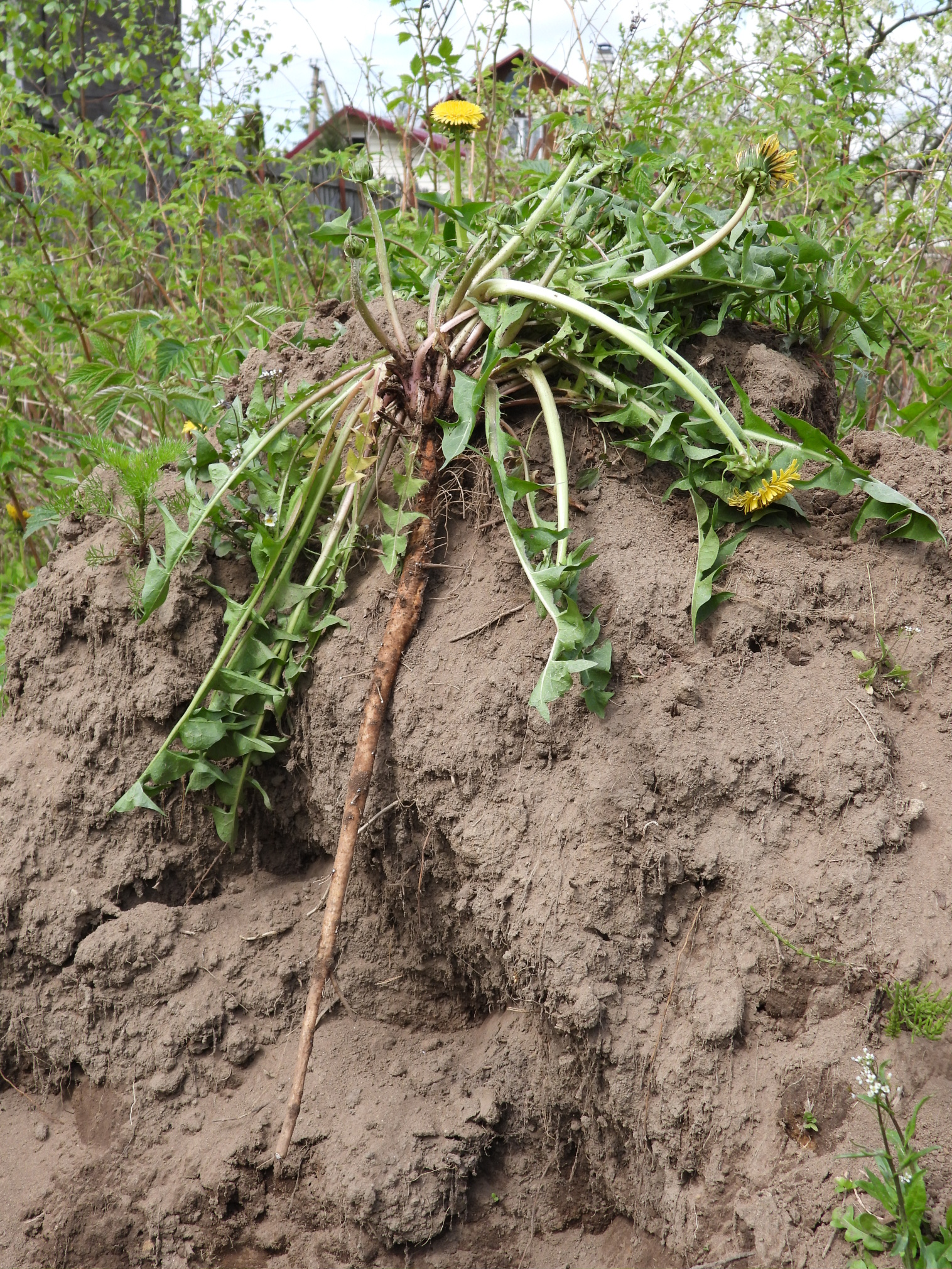
蒲公英透過其深厚的主根帶來保持營養和水分，有益於鄰近植物的健康

有益杂草是指各種日常不會種植，但具有某些陪伴植物的功效、又或可食用的植物。這些杂草，包括有很多常見的野花，都在一般人不知其益處而習慣性地被消滅或毒殺。事實上，這類型的植物有不少都適宜在花園裡保留，至少當它們在農作物或花卉旁出現時，不用急於立即把它們拔走。很多有益杂草都能能吸引農作物的寄生昆蟲，使農作物免受蟲害；有部份有益植物更能把害蟲毒殺，把蟲害根除。例如：在美國為患的日本害蟲豆黃金就可以被多種杂草消滅。

## 有益杂草的益處
有益杂草可帶來的益處計有：
- 把養份鎖緊於土壤裡；
- 透過其本身的氣味驅趕昆蟲及其他害蟲；
- 植物的嫩芽或其他特徵能使某些小動物不適，能夠防止牠們進入需要保護的範圍；
- 能夠把周遭植物的氣味改變，使這些植物的氣味更怡人；
- 具有活性泥土保護層的功效，保持地面濕潤及健康，防止真正有害的杂草生長；
- 能夠在同一空間的不同高度生長，一來可覆蓋土地，二來亦能夠成為其他植物的攀架，幫助其他植物成長；
- 能夠為其他植物擋風或遮陽；
- 某些杂草能夠透過其本身分泌的化學物質，使其他杂草或真菌不能生長；
- 能吸引對農作物有益的的昆蟲，例如甲蟲等；
- 能吸引對農作物有害的寄生昆蟲，使農作物免受蟲害（這類植物一般稱作誘集植物，英語作"trap crop"，例子有雷公藤）。

## 可食用的杂草
杂草亦有可食用的品種。本列表詳列所有可食用的野花，這些野花一般都不用刻意種在庭園裡，所以被認為是杂草。蒲公英是一種比較知名的可食用杂草。在日本的遊戲節目，可以看到有參賽者為節省金錢而到公園搜集蒲公英的葉來食用。牛蒡是另一種常見的杂草，這種植物在西方國家被當作是杂草，但其實它有很高的藥效，在日本和香港的主婦都愛用牛蒡來煲湯水。在香港，牛蒡一般會與瘦肉（肉食）或甘荀（素食）一起煮湯，功效與淮山類似，而且含豐富纖維，有助排便。
另外，亦有另一類有益的杂草存在於庭園裡，但由於它們一般在可以長至與一般庭園草有分別時，就已被剪掉，所以得以在庭園裡被保存。

## 保留有益杂草的難處
雖然這些有益杂草都有各種各樣的益處，但要保留它們有時並不容易。一方面，有部份地區在法例上嚴格要求戶主要為家園及門前的杂草清理工作負責，否則會被罰款；另一方面，有些有野益草會帶來其他生活上的問題。例如：蒲公英本身的氣味容易引來蚊蟲，會造成環境衛生問題，而使戶主被鄰居投訴；另外，蒲公英的根會長得很深，這對庭園的保修亦帶來困難，因為一般的庭園都要每隔數年而翻土，而蒲公英的根會使翻土工作變得困難。

## 參看
- 有益杂草列表
- 陪伴植物列表
- 生物控制

## 外部連結
- Plants for a future -- Useful weeds
- Good Weeds -- especially its good list of "soil indicator" weeds